# Cumberland (Maryland)
Cumberland település az Amerikai Egyesült Államok Maryland államában, Allegany megyében, melynek megyeszékhelye is. Lakosainak száma 19 076 fő (2020. április 1.).

## Népesség
A település népességének változása:
| Lakosok száma | 23 712 | 21 518 | 20 859 | 19 076 |
|               | 1990   | 2000   | 2010   | 2020   |